# Вилхелм III (Ваймар)
Вилхелм III (на немски: Wilhelm III; на латински: Wilhelmi Thuringorum pretor, † 16 април 1039) от Дом Ваймар-Орламюнде е от 1003 г. граф на Ваймар и от 1022 г. граф в Айхсфелд.

## Биография
Той е най-големият син на граф Вилхелм II Велики от Ваймар. След смъртта на баща му той го наследява. През 1022 г. получава и графските права в Айхсфелд, което води до конфликт с архиепископство Майнц. Той се разбира с краля и получава правото от време на време да пази замък Майсен. През 1017 г. той има конфликт с Гебхард фон Кверфурт, който е разрешен от краля.

## Фамилия
Първи брак: с Берта. Нямат деца.
Втори брак: с Ода (* ок. 1015, + 1068), вероятно дъщеря на маркграф Титмар II от Лужица († 10 януари 1030). Те имат децата:
- Вилхелм IV († 1062), маркграф на Майсен от 1046
- Ото I († 1067), граф на Орламюнде
- Попо († след 1046)
- Арибо († 1070 убит), дякон

Ода се омъжва след неговата смърт за Дедо I (+ 1075), граф на Ветин, от род Ветини.